# Troglohyphantes marqueti
Troglohyphantes marqueti este o specie de păianjeni din genul Troglohyphantes, familia Linyphiidae. A fost descrisă pentru prima dată de Simon, 1884.
Este endemică în Franța. Conține o singură subspecie: T. m. pauciaculeatus.